# Ujréti László
Ujréti László (született: Untermüller; Szentes, 1942. augusztus 17. –) Jászai Mari-díjas és Aase-díjas magyar színművész, a József Attila Színház örökös tagja.

## Életpályája
1965-ben végezte el Színház- és Filmművészeti Főiskolát, majd egy évig a Miskolci Nemzeti Színházban játszott. 1967 óta a József Attila Színház tagja, 2008-tól örökös tagja. Terence Hill állandó magyar hangja, és Sir Michael Caine gyakori szinkronhangja.
Felesége Sostarics Ágnes szinkronrendező. Unokahúga, keresztlánya Újréti Zsuzsa gyártásvezető.

## Főbb színházi szerepei
- Florindo (Goldoni: Két úr szolgája)
- Színész (Molnár Ferenc: A testőr)
- Gyuri, pincér (Szigligeti Ede: Liliomfi)
- Pilóta (Saint-Exupéry–Belia A.–Valló P.: A kis herceg)
- Szállodaigazgató (Ray Cooney: A miniszter félrelép)
- Komáromi elvtárs (Tasnádi István – Fenyő Miklós: Aranycsapat)
- Gajev, Leonyid Andrejevics (Csehov: Cseresznyéskert)
- Lakáj (Molnár Ferenc: Játék a kastélyban)
- Vermes, színházigazgató (Gádor Béla – Tasnádi István: Othello Gyulaházán)
- Malvolio, Olivia udvarmestere (Shakespeare: Vízkereszt, vagy amit akartok)

## Filmjei

### Játékfilmek
- Zöldár (1965)
- Pokolrév (1969)
- Kapaszkodj a fellegekbe! I-II. (1971)
- A kard (1977)
- Álombrigád (1983)
- Laura (1986)
- Hajnali háztetők (1986)
- A menyasszony gyönyörű volt (1987)
- Napló szerelmeimnek (1987)
- Ámbár tanár úr (1998)
- Valami madarak (2023)

### Tévéfilmek
- A 0416-os szökevény (1970)
- Vasárnapok (1971)
- Különös vadászat (1972)
- A fekete Mercedes utasai (1973)
- Illetlenek (1974)
- A makrancos hölgy (1979)
- Családi kör (1980)
- Jegor Bulicsov és a többiek (1981)
- Linda (1986) Piros, mint a kármin című része
- Barbárok (1989)
- Nem érsz a halálodig (1990)
- Uborka (1992) hang
- Devictus Vincit (1994)
- Kisváros (1997)
- Barátok közt (1998)
- Koltai-Galla Gála (2001)

### Szinkronok

#### Terence Hill
- Isten megbocsát, én nem/Bunyó húsvétig
- Bosszú El Pasóban/A pirinyó, a behemót és a jófiú
- Akik csizmában halnak meg/Csizmadombi fenegyerek
- A szél dühe
- Az ördög jobb és bal keze
- Az ördög jobb és bal keze 2.
- Mindent bele, fiúk!
- Vigyázat, vadnyugat!
- Egy zseni, két haver, egy balek (a Mokép verziójában)
- Különben dühbe jövünk
- Fordítsd oda a másik orcád is!/(Morcos misszionáriusok)
- Menni vagy meghalni
- Bűnvadászok
- …és megint dühbe jövünk
- Kincs, ami nincs
- Don Camillo
- Nyomás utána! (Magyar hang a Moképnél)
- Nincs kettő négy nélkül
- Szuperhekusok
- A keményfejű
- Lucky Luke
- Bunyó karácsonyig
- Én vagyok a fegyver
- Don Matteo
- A férfi, aki sasokkal álmodott
- Viva Django
- Alpesi őrjárat
- Nevem: Thomas

#### Egyéb
- Charlie Chan Londonban – George Barraud
- A muzsika hangja – Christopher Plummer
- A világ összes pénze – Christopher Plummer
- Emlékezz! – Christopher Plummer
- Doktor Zsivágó – Sam Neill
- Nulladik óra – Paul Gleason
- A Karib-tenger kalózai: Holtak kincse – Max Baker
- Füst – Harvey Keitel
- Veszett a világ – J. E. Freeman
- Angyalok és démonok – Stellan Skarsgård
- Kisvárosi gyilkosságok (sorozat) – John Nettles (Universal változat)
- Tetthely (sorozat) – Hansjörg Felmy – Heinz Haferkamp felügyelő
- Zongoralecke – Sam Neill
- Star Wars V. rész – A Birodalom visszavág (magyar hang a Moképnél) – Billy Dee Williams
- Doktor Szöszi – Victor Garber
- A Gyűrűk Ura: A két torony – Bernard Hill
- A Gyűrűk Ura: A király visszatér – Bernard Hill
- Piedone, a zsaru (1. magyar változat) – Adalberto Maria Merli
- Végjáték – Ben Kingsley
- Marhakonzerv-akció – Jean Reno
- Modern Monte Cristo – Michel Auclair – Villefor
- Borgia – John Doman – Rodrigo
- Kémek a Sasfészekben – Clint Eastwood – Morris P. Schaffel hadnagy
- Az ember, akit Ovénak hívnak – Rolf Lassgård – Ove
- Star Wars: A Rossz Osztag – Stephen Stanton – Wilhuff Tarkin

## Díjak
- Jászai Mari-díj (1983)
- A Magyar Köztársasági Érdemrend kiskeresztje (1996)
- József Attila Gyűrű (2000)
- A József Attila Színház Nívódíja (2004)
- Aase-díj (2011)
- Kaló Flórián-díj (2015)
- Szentes Városért Emlékérem (2015)[5]
- Magyar Teátrumi Társaság Magyar Teátrum Életműdíja (2022)[6]